# Botár László
Botár László (Csíkszentkirály-Csíkszereda, 1959. július 20. –) magyar festő, grafikus, formatervező.

## Élete
1974-ben elvégezte a marosvásárhelyi Zene- és Képzőművészeti Középiskolát. 1984-ben oklevelet szerzett a kolozsvári Ion Andreescu Képzőművészeti Akadémián. Mestere: Salvanu Virgil volt. Éveken át designeri munkákat végzett (csíkszeredai traktorgyár, Syrinx Kft., BPM System Kft., Ambient Team Kft.). Eközben a Hargita Visual Art elnöke volt egészen 2003-ig. 2009-ben a Hargita megyei Kulturális központ referense volt.
1990-től tagja a Román Képzőművészek Országos Szövetségének, a párizsi Assotiation Internationale des Arts Plastique-nak, 1994-től a Barabás Miklós Céhnek, valamint 1995-től a stockholmi Egyetemes Magyar Képzőművészeti Egyesületnek. A Studio 9 képzőművész-csoportosulás egyik alapító tagja, több képzőművészeti tábor vendége. Grafikái számos országos és külföldi tárlaton szerepeltek. Köztéri alkotásai megtalálhatóak Csíkszeredában, Csíkszentkirályon, Csíkcsicsóban, valamint a parajdi sóbányában.

## Kiállításai

### Egyéni kiállítások
| - 1988: Csíkszereda, Virág utcai galéria - 1992: Gyula, Művelődési Központ - 1993: Csíkszereda, Kisgaléria - 1994: Miskolc, Kós-ház; Bonyhád, Komló - 1995: Csíkszereda, Golden Gallery - 1995: Pusztaszentlászló - 1996: Hargitafürdő (szabadtéri kiállítás Kányádi Sándor udvarán) - 1997: Csíkszereda, Golden Gallery - 1998: Stockholm, Magyar Ház - 1998: Chișinău, Onisifor Ghibu Könyvtár - 1998: Csíkszereda, Kriterion Galéria - 2000: Csíkszentkirály, Szent István-napok - 2001: Marosvásárhely, Bernády-ház - 2001: Csíkszereda, Hargita Visual Art Galéria - 2001: Gyergyószentmiklós, Pro Art Galéria | - 2002: Csíkszentkirály, Szent István-napok - 2002: Chișinău, Onisifor Ghibu Könyvtár - 2003: Győr, Napóleon-ház - 2003: Szolnok, Zene és Képzőművészeti Központ - 2003: Csíkszentkirály, Szent István-napok - 2003: Csíkszereda, Turul Panzió - 2003: Budapest, Nyírő Gyula Kórház - 2003: Budapest, Hauer cukrászda, Új Nemzeti Galéria - 2003: Budapest, Magyar Kultúra Háza - 2004: Csíkszereda, Kriterion Galéria - 2005: Csíkszereda, Golden Gallery - 2006: Csíkszentkirály, falunapok - 2007: Csíkszentkirály, falunapok - 2008: Csíkszentkirály, falunapok (könyvtármegnyitó) |

### Válogatott csoportos kiállítások
| - 1973–2007: Hargita megyei évi tárlatok - 1981: Szászrégen; Csíkszereda – Miklós Árpáddal, Nagy Ödönnel és Sipos Sándorral közösen - 1983: Faenza, Városi bútorzat designpályázat, Nagy Ödönnel közösen - 1985: Bukarest, Dalles terem, Design Triennálé - 1985: Toruń, rajzpályázat - 1987: Budapest, Fiatal Művészek Klubja - 1989: Nagoja, kéziollódesign-pályázat - 1989: Budapest, budai vár, rajzkiállítás - 1990: Csíkszereda, I. Grafikai Biennálé - 1991: Budapest, budai vár, Erdélyi Művészek Kiállítása - 1993: Kolozsvár, Hargita Műhely, Korunk Galéria - 1994: Keszthely, Komló, Bonyhád, Gyula, Székesfehérvár - 1995: Hévíz - 1997: Budapest, Vármegye Galéria - 1997: Marosvásárhely (a Barabás Miklós Céh rendezésében) - 1997: Stockholm, erdélyi képzőművészek kiállítása | - 1997: Kovászna, Ablakok című kiállítás - 2000: Marosvásárhely, Bernády-ház - 2000: Kovászna, Kövek című kiállítás - 2000: Csíkszereda, Hargita Visual Art Galéria - 2002: Budapest, MAMU pincegaléria - 2003: Kovászna, Ajtók című kiállítás - 2005: Kovászna, A szarvas című kiállítás - 2006: Csíkszereda, a Studio 9 kiállítása, Mikó-vár - 2007: Sepsiszentgyörgy, a Studio 9 kiállítása, Városi Képtár - 2007: Gyergyószentmiklós, a Studio 9 kiállítása, Pro Art Galéria - 2007: Marosvásárhely, a Studio 9 kiállítása, Bernády-ház - 2007: Budapest, a Studio 9 kiállítása, Vármegye Galéria - 2008: a Studio 9 kiállítása: Gyula, Csíkszereda, Nagyvárad, Székelyudvarhely, Gyergyószentmiklós - 2008: Gyergyószárhegy, klasszikusok táborzáró kiállítása - 2009: a Studio 9 kiállítása: Csíkszereda, Kriterion Galéria; Nagyszebeni református templom; szigetvári Sóház Galéria |

## Köztéri szobrai
- 2003: a csíkszeredai Takarékpénztár bejáratánál hegesztett rézplasztika, Nagy Ödönnel közösen
- 2006: Csíkszentkirály, Szent Jobb hegesztett rézplasztika, Nagy Ödönnel közösen
- 2006: Csíkcsicsó, a háborúkban elesettek emlékműve
- 2007: Csíkszentkirály, az Andrássy család emlékműve